# Л-15
Л-15  (серии XIII, Л — «Ленинец») — советский дизель-электрический подводный минный заградитель времён Второй мировой войны.

## История строительства
Л-15 была заложена 5 ноября 1935 года в Николаеве на заводе № 198 (Николаевский госзавод), заводской № 305, затем секциями перевезена во Владивосток на завод № 202 (Дальзавод), где была собрана. Спуск на воду состоялся 26 декабря 1936 года. 6 ноября того же года Л-15 вошла в состав Тихоокеанского флота.

## История службы
22 июня 1941 г. встретила в составе 3 отдельного дивизиона подводных лодок в Петропавловске-Камчатском.25 сентября 1942 года в 8.25 Л-15 вышла из порта под командованием капитана 3 ранга (впоследствии капитан 2 ранга) Комарова Василия Исаевича совместно с Л-16 под командованием Д. Ф. Гусарова в поход для перебазирования на Северный флот. 29 сентября 1942 года лодки пересекли 180-й меридиан и вошли в Западное полушарие. Американский сторожевик встретил подлодки у о. Уналашка. 1 октября 1942 года в 15.40 лодки ошвартовались у пирса военно-морской базы США Датч-Харбор. 5 октября 1942 года в 8.00 лодки вышли из порта Датч-Харбор. 11 октября 1942 года в 11.00 была потоплена Л-16, шедшая в паре с Л-15.
Воспоминания вахтенного командира Л-15 лейтенанта И. Жуйко
В 11.00 с дистанции 7 кабельтовых я поднял бинокль с сеткой, чтобы определить расстояние до Л-16. Но в окулярах бинокля вместо Л-16 увидел огромный столб воды вперемешку с клубами черного дыма и листами железа. Не поверив глазам, я опустил бинокль и уже невооруженным глазом увидел ту же картину, но только в этот момент почувствовал сильный гидравлический удар о корпус нашей лодки. Через мгновение донесся оглушительный взрыв. Необходимо было уклониться от опасности: Почти машинально я пробил боевую тревогу и дал команду на вертикальный руль: „Право на борт!“. В эти же секунды сквозь прогалины в поредевшем дыму с мостика Л-15 я увидел высоко поднявшуюся над водой носовую часть Л-16, которая быстро уходила под воду. Послышался второй взрыв, глухой треск взламываемых переборок. Лодка увлекала и мертвых, и живых на глубину.
10 января 1943 года на подходе к Исландии несколько раз выходило из строя рулевое управление. 11 января 1943 года, с прибытием в Рейкьявик, произвели водолазный осмотр и выяснили, что на подлодке отсутствуют кормовые горизонтальные рули. 17 января 1943 года встала в плавучий док, однако изготовить новые рули в условиях Исландии было очень сложно, подлодке предложили перейти для ремонта в Британию. 4 февраля 1943 года в сопровождении двух британских тральщиков вышла из Рейкьявика в Гринок, Шотландия, куда она благополучно прибыла 9 февраля. 11 февраля 1943 года поставлена в сухой док. 14 февраля 1943 года после проведения всех необходимых подготовительных работ вышла из дока, фирма «Скоту» взялась за изготовление кормовых горизонтальных рулей со сроком окончания всех работ. 20 апреля 1943 года на «Л-15» решили установить гидроакустическую станцию «Дракон-129» («Асдик»), торпедный автомат стрельбы, радиопеленгатор, а также заменить аккумуляторные батареи. 22 февраля 1943 года вновь встала в сухой док для проведения всех ремонтных и монтажных работ. 21 апреля 1943 года вышла из дока. 26 апреля 1943 года вышла в море для ходовых испытаний, при возвращении в Гринок, во время швартовки в пургу, на «Л-15» вышел из строя машинный телеграф, и она навалилась на британскую подводную лодку «Р-245», повредив себе носовые горизонтальные рули. 3 мая 1943 года вновь стала в сухой док для ремонта носовых горизонтальных рулей. 11 мая 1943 года вышла из дока. 20 мая 1943 года вышла в сопровождении французского эсминца в Леруик (Шетландские острова), куда благополучно прибыла 22 мая. 22 мая 1943 года вышла на Родину. 29 мая 1943 года «Л-15» прибыла в Полярное.

## Срок боевой службы
23,3 месяца (29 мая 1943 г. — 9 мая 1945 г.).
7 боевых походов (62 суток).

## Потопленные корабли
4 торпедные атаки, в результате которых, возможно, потоплен 1 корабль. 4 минных постановки (72 мины). Предположительно на выставленных «Л-15» минах погиб 26 апреля 1944 г. сторожевой корабль «NH-24».

## Командиры
- 21 ноября 1940 — 29 января 1946 Василий Исакович Комаров

## В кинематографе
- Документальный фильм Сергея Брилёва «Тайна трех океанов» (2014).[1]